# ABAP/4
ABAP/4 (англ. Advanced Business Application Programming, нем. Allgemeiner Berichts-Aufbereitungs-Prozessor) — проприетарный внутренний язык программирования высокого уровня с коболоподобным синтаксисом, используемый в приложениях корпорации SAP.
Цифра «4», по всей видимости, символизирует отношение к четвёртому поколению языков программирования. Язык был создан в 1980 году для работы с системой SAP R/2, позднее унаследован в SAP R/3. Сохранён и в последующих версиях приложений SAP, наряду с Java стал языком создания приложений для SAP NetWeaver Application Server.
Реализует работу с внутренними структурами данных, интерфейсом пользователя SAP R/3, транзакциями, отчётами, интерфейсами загрузки и выгрузки данных. Используется исключительно для бизнес-приложений и промежуточного программного обеспечения компании SAP. Имеет возможности для объектно-ориентированного программирования. Имеет сборщик мусора. Исходный текст ABAP компилируется («генерируется») в ABAP-байт-код («report load»), запускаемый в специализированной среде исполнения.
Все программы хранятся в базе данных. Для создания программ может использоваться SAPGUI (транзакция SE80), либо среда разработки Eclipse (с набором плагинов от SAP).
Пример программы на ABAP/4 (печатает номер используемой версии клиентской программы SAPGUI):
```
  
REPORT
 
zguiver
.
                  
"zguiver - имя программы (отчёта)

  

  
DATA
:
 
BEGIN OF
 
gs_sysnfo
.
        
"объявление переменной-структуры для хранения данных, структуры можно объявлять через TYPES

          
INCLUDE
 
STRUCTURE
 
rfcsi
.
 
"включаем в структуру компоненты другой структуры, объявленной в словаре данных

  
DATA
:
 
END OF
 
gs_sysnfo
.

  

  
CALL FUNCTION
 
'RFC_SYSTEM_INFO'
  
"вызов функционального модуля

    
DESTINATION
 
'SAPGUI'
 

    
IMPORTING

      
rfcsi_export
 
=
 
gs_sysnfo
.
    
"получение результата работы модуля

  

  
WRITE
:
 
/
 
'SAPGUI version:'
,
 
gs_sysnfo
-
rfcsaprl
.
   
"вывод версии клиента SAP R/3 на экран с новой строки

```